# Lonrai
Lonrai là một xã thuộc tỉnh Orne trong vùng Normandie tây bắc nước Pháp. Xã này nằm ở khu vực có độ cao trung bình 160 mét trên mực nước biển.
Trong đệ nhị thế chiến, người ta xây dựng ở đây một căn cứ không quân bên ngoài xã, căn cứ này được gọi là "A-45", đây đã là nơi đóng quân của nhiều đơn vị trước khi được dời đến miền trung nước Pháp, sau đó căn cứ bị đóng cửa.